# Pachylomalus andrewesi
Pachylomalus andrewesi är en skalbaggsart som beskrevs av Lewis 1904. Pachylomalus andrewesi ingår i släktet Pachylomalus och familjen stumpbaggar. Inga underarter finns listade i Catalogue of Life.